# Banda de Música de Tolosa
La Banda de Música de Tolosa es una de las entidades más antiguas del municipio español de Tolosa, en Guipúzcoa. Al menos a partir de 1828 existen datos documentados. Es también una de las bandas más antiguas del País Vasco.

## Historia
La primera mención de una banda de música de Tolosa data de abril de 1622. Como la canonización de San Ignacio de Loyola tuvo lugar en Tolosa, una banda local participó con la colaboración de músicos de Pamplona y San Sebastián. Hay datos más precisos de la banda de música de Tolosa a partir de 1828, ya que participó el 2 de junio, bajo la dirección de José Mateo de Ezpeleta, en la bienvenida al rey Fernando VII. Entonces tenía dieciocho participantes y se le llamaba Musica Marcial de Aficionados. En 1834 pasó a ser de alguna manera municipal. Se trata, por tanto, de una de las más antiguas de Guipúzcoa, junto de Irún y Fuenterrabía, en su mayoría en el XIX. finales del siglo XX Nacieron a principios del siglo XX: Bilbao (1867), Éibar (1887), Vitoria (1894) o Zumárraga (1894).
Otra mención importante es la de 1845, cuando actuó ante la reina Isabel II en el palacio de Idiakez, bajo la dirección de Martín Lakarra, A lo largo de su extensa historia ha actuado ante reyes y autoridades. Durante las guerras carlistas, la Banda conoció algunos períodos de interrupción. Rufo Montilla fue el encargado de pasar las piezas del Carnaval a la partitura. A finales del siglo XX participó en el Alarde Internacional de San Sebastián en 1886 y en el Concurso de Bandas de Música de Bilbao en 1892. En 1916 asistió al Alarde de Bandas de San Sebastián. Tras la guerra de 1936 sufrió un periodo de inactividad y en 1944 se reorganizó la Banda, con Felipe Bernard de director. Durante décadas, la Banda de Música ofreció bailables todos los domingos del año en la plaza Nueva de Tolosa, el Tinglado y el Prado Grande. 
En 1995, por iniciativa del Ayuntamiento de Tolosa, siguiendo las indicaciones del Gobierno Vasco, dejó de ser municipal y constituyó una asociación cultural, denominada Banda de Música de Tolosa. Mantiene desde entonces su convenio con el Ayuntamiento que viene de muchos años antes: calendario anual de 25 actuaciones, horario, local de ensayos y director a cargo del Ayuntamiento, ayuda económica para dietas, uniformes, instrumentos y reparaciones… En 2019 ambas partes ratificaron este acuerdo para otros 25 años. 
Enrike Arostegi Eguzkitza es el actual director, desde 2012, e Idoia Balza Garmendia, la subdirectora. Esta última, dentro de sus quehaceres, dirige un concierto cada año y ha sido la primera mujer en dirigir a la Banda de Música de Tolosa. María Eugenia de Pedro fue la primera mujer de la banda, a finales de los años 70. 

## Calendario anual
La Banda de Música de Tolosa tiene concertadas 25 actuaciones con el Ayuntamiento: conciertos, dianas, procesiones, pasacalles…
Algunos actuaciones que se repiten anualmente son:
- Navidad: Olentzero y Conciertos de Reyes, Cabalgata de Reyes.
- Carnavales: concierto, Tamborrada, Diana.[5]
- Sanjuanes: fogata, diana, Alarde, procesión, concierto, vísperas, Aurresku.
- Fiestas de los barrios: Amaroz, Berazubi, Larramendi…
- Residencias de personas mayores: Iurreamendi, Uzturre.

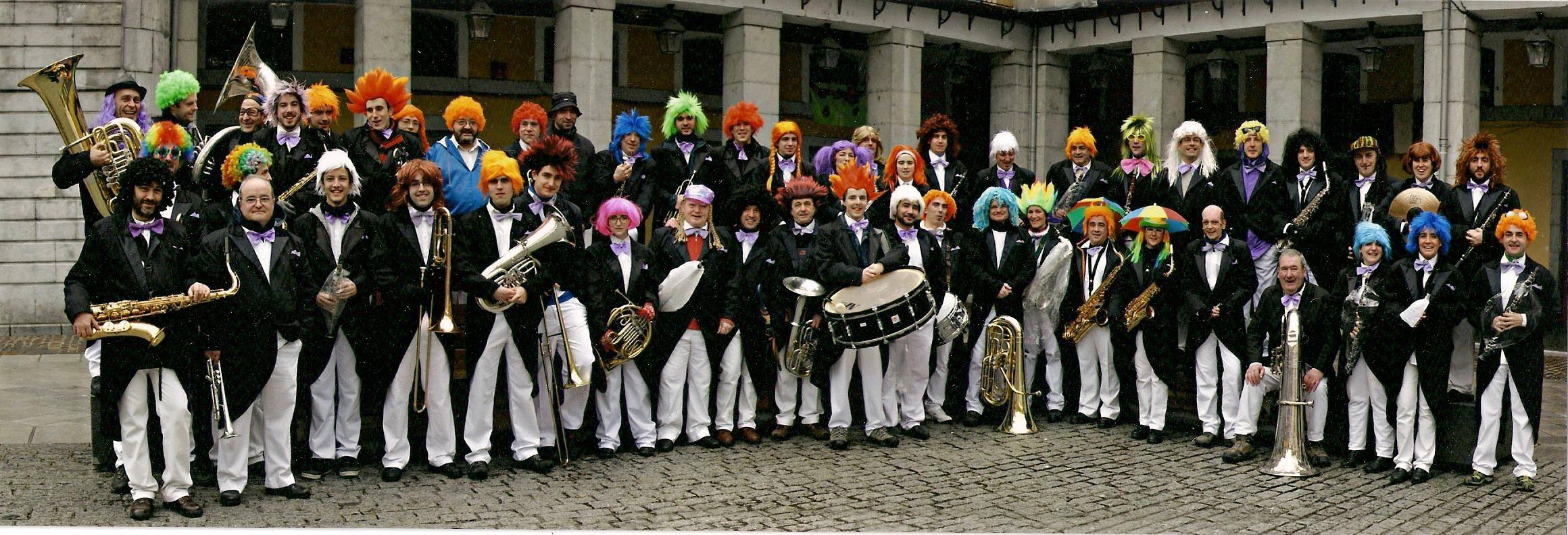
Diana de Carnaval 2012. Fotógrafo: Néstor Ardanaz.

Muchos conciertos los ofrece junto a la banda municipal de Txistularis. También ha actuado con grupos de dulzaineros locales, el grupo Tolosa Kantari y la Comparsa de Gigantes y Cabezudos. Y ha contado a lo largo de su historia con la colaboración de diferentes músicos locales. También ha participado en la Feria de la Cerveza y en la Semana Musical de la Escuela de Música Eduardo Mokoroa.

## Directores
1828-33: José Mateo Ezpeleta
1833-46: Martín de Lacarra
1846-60: Antonio Fernández Artabeitia
1860-76: Antonio Buenechea
1878-85: Felipe Gorriti
1886-96: Rufo Montilla
1896-1906: Eduardo Mokoroa
20-06-19- Justo Saizar
22-1921: Felix Azurza
1922-33: Feliciano Beobide
1933-40: Felix Azurza
1944-61: Felipe Bernad
1961-64: Manuel Valmaseda
1965-83: José Antonio Ruiz Bona
1983-2012: Luis María García Artetxe

2012-…: Enrike Arostegi Eguzkitza

## Actuaciones especiales de las últimas décadas
La Banda de Música de Tolosa ha organizado en las últimas décadas numerosos conciertos especiales, en colaboración con otros grupos locales, dentro de las fiestas de San Juan, en la plaza del País Vasco. Fue uno de los sueños del director José Antonio Ruiz-Bona, pero falleció en 1983 sin culminar este proyecto. Al año siguiente, en 1984, bajo la dirección de Luis Mari Gartzia Artetxe, se organizó por primera vez este concierto especial en honor a Ruiz-Bona, interpretando entre todos los grupos “Eusko Irudiak”, y posteriormente se repitió durante varios años con participantes y programas similares: 1985, 1986 (Jesús Guridi y Aita Donostia), 1988 (Feliciano Beobide, 1989, 1990, 1991, 1992 (orquesta, coro y órgano parroquiales), 1993, 1994, 1998 (Kilometroak 98) y 2006 (750 aniversario de Tolosa, en el Prado Grande). En estos conciertos multitudinarios han participado los coros de Tolosa (Hodeiertz, Eresoinka, Abeslari Lagunak, Leidor, Tolosako Orfeoia), grupos de dantzaris (Udaberri, Harkaitz, taller municipal de danza), txistularis, txalapartaris, irrintzilaris, Comparsa de Gigantes y Cabezudos, trikitilaris... Los obras más interpretadas en estos conciertos especiales han sido: “Txanton Piperri”, “Piperri”, “El Elogio de la Música Vasca”, “Maite”, “Larrain dantza”, “Dantzari dantza”, “Mendi mendiyan”, “Diez melodías vascas”, “Eresia de las Cortes de Navarra”, etc.
También ha ofrecido actuaciones especiales en San Juan con conocidos músicos vascos: el grupo folk Oskorri en 2008 y el cantante Urko en 2019.
Para conmemorar el 150 aniversario de la Banda, organizó una semana de música en torno a la festividad de Santa Cecilia de 1984 (charla sobre músicos de Tolosa, actuaciones especiales del Grupo de Percusión de San Sebastián, la orquesta de estudiantes del Conservatorio de San Sebastián, el Quinteto de Cuerda de Irún y el Grupo Nobel de Cámara, el tradicional pasacalles y concierto de San Juan en 1985).
En torno a la festividad de Santa Cecilia, patrona de los músicos, además del pasacalles del día, ofrece conciertos  con otros grupos de música locales en los teatros de la localidad, antiguamente en el Iparragirre y en la actualidad en el Leidor: banda municipal de Txistularis, orquestas de acordeón Isidro Larrañaga y Maiatz, coros, grupos de dulzaineros de la Escuela de Música y Giro arte.......

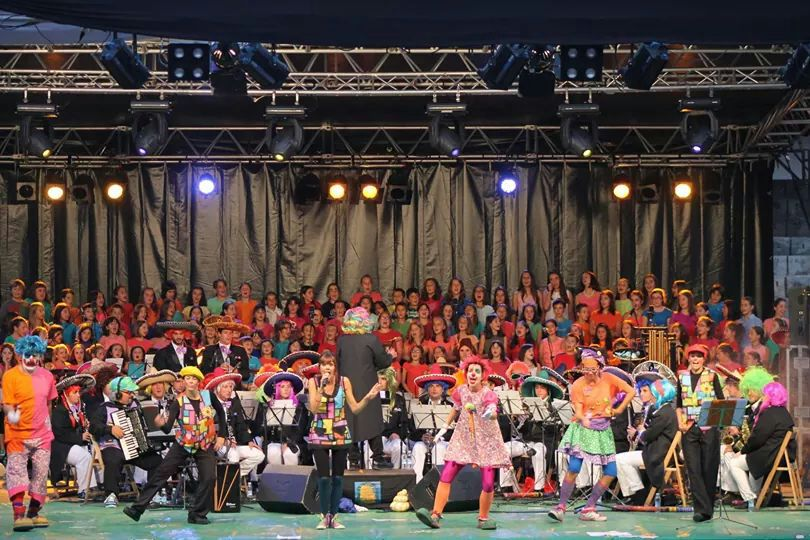
Espectáculo con los payasos Pirritx eta Porrotx en la plaza de toros de Tolosa en 2014.

Ha ofrecido conciertos didácticos para niños con grupos de payasos como Txirri, Mirri eta Txiribiton en 1998, Poxpolo eta Mokolo en 2007 y Pirritx eta Porrotx en 2014.
En 2002 la Banda organizó el Concurso de Composición de marchas-pasacalles y el ganador fue el pasodoble de marcha "Festival comarcal" del compositor valenciano Enrique Hernandis.
Ha organizado alardes de bandas de música: en 2001 con las de Getaria, Errenteria e Irun, en 2007 con las de Sakana (Haize berriak), Getaria y Zumarraga y en 2018 con las de Berriozar y Uztaritz. La banda de Tolosa ha participado en otros alardes: en 1999 en Rentería e Irún, en 2003 en Fuenterrabía, en 2011 en Guetaria y en 2017 en Berriozar. Además, en 2007 estuvo en Vergara en el 175 aniversario de su banda, en 2011 en el 150 aniversario de la banda de Tafalla y en 2019 en Pamplona, en el centenario de La Pamplonesa, en este caso junto con otras 60 bandas. 
También ha actuado en otras localidades como en Tafalla (en honor a Felipe Gorriti), Villarreal de Urrechua (centenario de José María Iparragirre), Leiza, Portugalete, Azpeitia, Beasáin, Deva, Usúrbil, Hernani, Lasarte, Andoáin (en homenaje a José Manuel López), Villabona, Irura, Villabona.......
En 1988 visitó Madrid en el programa Nueva Gente de TVE y en 1988 y 1989 la Casa Vasca y en las fiestas de Graus (Huesca).
En Tolosa, normalmente ofrece sus conciertos, dianas, pasacalles, procesiones y tamborradas en las calles y plazas del pueblo, pero también ha tocado en la mayoría de los barrios: Izaskun, Berazubi, Amaroz, Larramendi, Belate, San Esteban…
También ha participado en otros efemérides especiales de la localidad: el centenario de los Siervas de Jesús en 1986, el centenario de la plaza de toros en 2003, con un concierto de pasodobles, y el Alarde del centenario de la Batalla de Tolosa en 2011, 2012 y 2013.
Y también ha ofrecido otros conciertos y actuaciones diferentes: en memoria de Pablo Sorozabal en 1997, en los caldereros de Gros en 2001, con el grupo Navarrerías en 2002, en Bonberenea en 2007, con la Orquesta Arimaz en 2008, en el 500 aniversario de la Conquista de Navarra en 2012, melodías de la República en 2013, el día de la UEMA en 2014, pasodobles en 2017 y 2020, obras de películas en el Topic en 2011, zarzuelas en el Topic en 2019, obras de compositores amigos en 2020...

## Miembros destacados
Entre los directores destacaron Felipe Gorriti y su alumno Eduardo Mokoroa, por ser compositores y maestros de capilla de la parroquia de Santa María.
El director de orquesta Enrique Ugarte tocó el oboe en la Banda de Música de Tolosa desde 1968 hasta que en 1979 se trasladó a Alemania para continuar sus estudios. Actualmente es director de orquesta en Alemania.

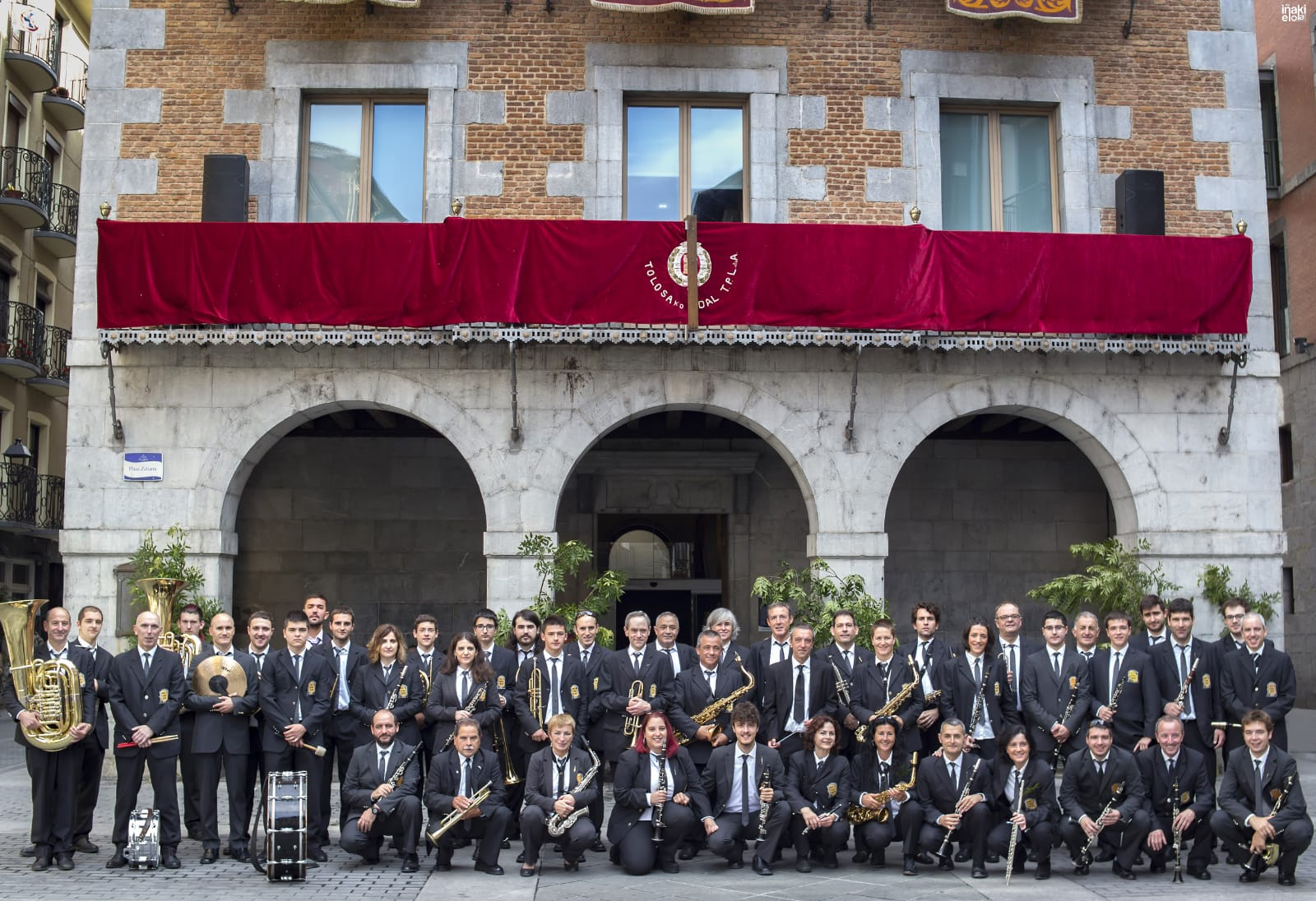
Delante del Ayuntamiento el día de San Juan en 2019. Fotógrafo: Iñaki Elola.

Además, varios miembros de la Banda han actuado en la Orquesta de Euskadi. En la percusión intervino José Carrera desde la creación de la orquesta hasta su jubilación, y en la actualidad Igor Arostegi, exmiembro de la banda, es percusionista de la OSE. Otros músicos de la banda han realizado colaboraciones sueltas en esta orquesta. Y Iñaki Urkizu, antiguo trompetista de la Banda, es actualmente subdirector de la banda municipal de música de Bilbao.

## Discos
- Tolosako Inauteriak. 1987[26]
- Junto con el grupo catalán Macromassa. 1989 (Bideoaldia)[27]
- Tolosako Musika. 2006 (750 aniversario de Tolosa, Udal Txistulari Bandarekin batera)[28]